# Florentin-la-Capelle

Florentin-la-Capelle este o comună în departamentul Aveyron din sudul Franței. În 1 ianuarie 2022 avea o populație de 281 de locuitori.